# 南意大利的伊斯兰历史
伊斯兰在西西里岛和南意大利的历史始于827年穆斯林攻占西西里岛的马扎拉-德尔瓦洛并在当地建立第一定居点。随之到来的对西西里岛和马耳他的统治从10世纪开始。伊斯兰对西西里岛的统治从902年开始，其在岛上建立的西西里酋长国从831年持续到1061年。尽管西西里岛是穆斯林在意大利的主要据点，但也有一些临时据点在意大利半岛本土（如港口城市巴里，847-871年间被穆斯林占领）建立起来，这些据点大多在意大利南部，不过阿格拉布王朝的埃米尔穆罕默德·伊本·阿格拉布（Muhammad I ibn al-Aghlab）曾进军至那不勒斯和罗马，甚至到达了今皮埃蒙特大区的北部地区。穆斯林的入侵是意大利和欧洲发生的大规模权力斗争的组成部分，在此期间拜占庭帝国、法兰克王国、西西里王国以及意大利王国势力都在争夺控制权。穆斯林势力曾被不同的基督教派别作为同盟来对抗其他的派别。
公元827年，阿拉伯人在西西里岛建立了第一个永久定居点，但直到902年陶尔米纳沦陷后，整个西西里岛才被阿拉伯人完全统治（最北部的罗梅塔坚持到了965年），同一年卡尔比兹王朝（Kalbids）让其在西西里建立的酋长国从法蒂玛王朝中独立出来。1061年诺曼人攻占墨西拿，1071-1072年他们又攻占了巴勒莫及其要塞。1091年诺托被攻陷后，诺曼人完成了对整个西西里的征服。马耳他于同年晚些时候被攻占（尽管当地的阿拉伯行政机构依旧存在），标志着这一时期接近尾声。诺曼人的征服让该地区建立了牢固的天主教信仰，此前在拜占庭统治时期，甚至在穆斯林统治时期，东方基督教都是此地区的强势宗教。随之而来的是广泛的皈依，到1280年代，伊斯兰教影响基本从西西里消失。1245年，西西里剩余的穆斯林依照神圣罗马帝国皇帝腓特烈二世的命令被驱逐至卢切拉。1300年，阿尔塔穆拉伯爵乔瓦尼·皮皮诺一世（Giovanni Pipino I）占领了卢切拉，将其居民流放或当做奴隶贩卖，终结了中世纪穆斯林在意大利的存在。

## 入侵西西里

### 阿拉伯对西西里的第一次进攻（652年-827年）
阿拉伯舰队对西西里的进攻始于652年，此时正值正统哈里发时期的第三位哈里发奥斯曼·本·阿凡统治，而西西里处在拜占庭帝国的统治下，这些阿拉伯战士由叙利亚总督穆阿维叶一世领导，金达部落的将领穆阿维叶·伊本·哈迪（Mu'awiya ibn Hudayj）带领，他们在岛上驻留了几年。拉文纳总督奥林匹斯（Olympius）进军西西里并试图驱逐这些阿拉伯入侵者，但以失败告终。不久之后，阿拉伯人在收集了足够多的战利品之后回到了叙利亚。
669年，阿拉伯人对西西里进行了第二次远征，由200艘舰船组成，有着强大破坏力的船队从亚历山大港出发向西西里发动猛攻，他们在洗劫了叙拉古并在当地掠夺了一个月后返回了埃及。公元700年前后穆斯林征服马格里布后，阿拉伯舰队在703年、728年、729年、730年、731年、733年和734年对西西里进攻了多次，其中阿拉伯人的最后两次进攻都遭到了拜占庭的有效抵抗。
740年，阿拉伯人发动了第一次真正征服性质的远征，曾经参与728年进攻的指挥官哈比卜·伊本·阿比·乌拜达·菲赫里（Habib ibn Abi Obeida al-Fihri）成功攻占了叙拉古。虽然他们已经准备好征服整个西西里岛，但由于马格里布爆发了柏柏尔人起义，远征队被迫回到了突尼斯。752年进行的第二次远征目的仅仅是再次洗劫叙拉古。
805年，西西里岛贵族君士坦丁（Constantine）与阿格拉布王朝首任埃米尔易卜拉欣·伊本·阿格拉卜（Ibrahim I ibn al-Aghlab）签订了10年的停火协议，但这并不能阻止806年至821年期间，来自非洲其他地区及西班牙的阿拉伯舰队对撒丁岛和科西嘉岛的进攻。812年，易卜拉欣的儿子及继任埃米尔阿卜杜拉·伊本·易卜拉欣（Abdallah ibn Ibrahim）派遣一支侵略军去征服西西里。阿卜杜拉的舰队首先受到了加埃塔和阿马尔菲的骚扰，其后又被暴风雨摧毁了大部分。然而他们还是设法征服了兰佩杜萨岛，并洗劫了第勒尼安海上的蓬扎岛和伊斯基亚岛。西西里岛新贵族格里高利乌斯（Gregorius）与阿格拉布埃米尔签订了在南意大利与伊夫起亚间建立贸易自由的协定。819年阿格拉布王朝埃米尔齐亚达特·阿拉一世（Ziyadat Allah I of Ifriqiya）的兄弟穆罕默德·伊本·阿德巴拉德（Muhammad ibn-Adballad）对西西里进行进一步的袭击之后，直到827年这一段时间里，没有资料提及阿拉伯人对西西里进行了进攻。

### 征服西西里（827年-902年）

#### 尤菲米乌斯与阿萨德
阿拉伯人对西西里以及意大利南部部分地区的征服持续了75年。根据一些资料，这一系列征服行动是由一位拜占庭指挥官尤菲米乌斯（Euphemius）所引发，由于害怕因性行为不检点而被拜占庭皇帝米海尔二世惩罚，尤菲米乌斯选择了叛变。在短暂地征服叙拉古之后，尤菲米乌斯自称皇帝，但由于忠于拜占庭的部队反抗，他被迫逃至非洲的伊夫起亚地区，阿格拉布王朝埃米尔齐亚达特·阿拉一世的宫廷中。齐亚达特·阿拉一世同意征服西西里岛并承诺征服后将其留给尤菲米乌斯，以换取他每年的朝贡，并将征服的任务委托给了时年70岁的卡迪，阿萨德·伊本·弗拉特（Asad ibn al-Furat）。阿格拉布王朝派出的穆斯林军队有约10,000名步兵、700名骑兵和100艘舰船，同时得到了尤菲米乌斯的舰队的支持，而且在军队马扎拉-德尔瓦洛登陆后，当地的骑士也加入了其中。他们与拜占庭军队的第一次战斗发生于827年7月15日马扎拉-德尔瓦洛附近，在这次战役中阿格拉布王朝获得了胜利。
阿萨德此后攻占了西西里的南部海岸，并围攻了叙拉古，在围攻一年以及经历了一次叛变企图后，他的军队得以打败一支从巴勒莫派来，由威尼斯总督查士丁尼·帕提西帕奇奥的舰队所支持的庞大军队。然而，当一场瘟疫在军队中爆发使得大量士兵甚至阿萨德本人因此死去后，穆斯林军队撤退至米内奥的城堡。他们后来在此地再次发起攻势，但未能征服恩纳（尤菲米乌斯在此去世），再次撤退至马扎拉-德尔瓦洛。830年，他们得到了30,000名从非洲和西班牙增援的军队，在当年7-8月西班牙穆斯林军队击败了拜占庭将领狄奥多图斯（Theodotus），但又一场瘟疫的蔓延使得他们再次撤退至马扎拉-德尔瓦洛，接着又撤退到了非洲。被派去围攻巴勒莫的非洲柏柏尔人部队在经过一年的围困后于831年9月成功攻占该城，巴勒莫被改名为麦地那（al-Madinah），并成为穆斯林在西西里的首都。

#### 阿布·法尔·穆罕默德·伊本·阿卜杜拉
832年2月，齐亚达特·阿拉一世将他的兄弟阿布·法尔·穆罕默德·伊本·阿卜杜拉（Abu Fihr Muhammad ibn Abd-Allah）送至西西里岛，并任命他为西西里瓦利，他于834年年初击败拜占庭军队，在接下来的一年中他的军队推进至陶尔米纳。战争持续了好几年，期间阿格拉布王朝的军队取得了一些较小的胜利，而拜占庭人则在恩纳和切法卢的要塞进行抵抗。埃米尔向西西里派遣了新一批军队，他们陆续占领了圣比亚焦-普拉塔尼、卡尔塔贝洛塔、科莱奥内、马里内奥和杰拉奇锡库洛，使得穆斯林完全控制西西里岛西部。
836年，穆斯林舰队帮助了他们的盟友那不勒斯的安德鲁二世（Andrew II of Naples）脱离了贝内文托公国军队的包围，在那不勒斯人的帮助下，墨西拿于842年被阿格拉布王朝埃米尔穆罕默德一世·伊本·阿格拉布（Muhammad I ibn al-Aghlab）攻占，他在此后建立了巴里酋长国。845年，莫迪卡同样被攻陷，同时拜占庭人在布泰拉遭遇惨败，约10,000名士兵被歼灭，此后在846年和848年，伦蒂尼和拉古萨分别被攻克。

#### 阿巴斯·伊本·法德尔
851年，穆斯林瓦利及将领阿格拉布·阿布·易卜拉欣（Al-Aghlab Abu Ibrahim）去世，由阿巴斯·伊本·法德尔（Abbas ibn Fadhl）继任，他发动了一场战役，对仍在拜占庭统治下的土地进行破坏，攻占布泰拉、加利亚诺铁甲堡、切法卢，并在859年冬征服了最为重要的恩纳。多数从恩纳带走的俘虏被送给阿拔斯王朝哈里发穆塔瓦基勒，作为阿巴斯胜利的象征。作为回应，拜占庭皇帝在859-860年派遣了一支由君士坦丁·孔多米忒领导的庞大军队，然而这支部队及舰队在一场大战中被阿巴斯击败。大批拜占庭军队增援的到来导致了几个此前屈从于穆斯林的定居点发生起义，使得阿巴斯在860-861年重点镇压他们。阿巴斯于861年去世，由阿巴斯的叔叔艾哈迈德·伊本·雅库布（Ahmad ibn Ya'qub）继任瓦利一职，此后862年2月又改为由阿巴斯的儿子阿卜杜拉（Abdallah）继任，最终由阿格拉布王朝决定以哈法哈·伊本·苏菲扬（Khafaja ibn Sufyan）取代后者。在哈法哈的带领下，穆斯林攻占了诺托、希克利和特罗伊纳。

#### 贾法尔·伊本·穆罕默德
868年夏，拜占庭军队第一次在叙拉古附近被击败，敌对行动于877年初夏由新瓦利贾法尔·伊本·穆罕默德（Ja'far ibn Muhammad）恢复，于当年对叙拉古进行围城，导致其于878年5月21日沦陷。此时拜占庭仅控制着陶尔米纳附近的一小段海岸，同时穆斯林舰队开始袭击希腊和马耳他，然而进攻后者的舰队在880年的海战中被摧毁。在这一段时间里，拜占庭似乎有希望重夺西西里，但穆斯林在新的土地上获得胜利，重新建立了控制权。887年，一次在巴勒莫发起的反对瓦利塞达·伊本·穆罕默德（Seuàda ibn Muhammad）的叛乱被镇压。
886年拜占庭皇帝巴西尔一世的死使得穆斯林趁机进攻卡拉布里亚，888年，拜占庭军队在此被击败。然而到了890年，多次内部叛乱开始发生，其主要是由阿拉伯人和柏柏尔人之间的敌意引起。892年，阿格拉布王朝埃米尔易卜拉欣二世（Ibrahim II）向巴勒莫派遣了新瓦利，但在几个月后就被罢免。埃米尔并未让步，在900年又派遣自己的儿子阿卜杜拉二世（Abdallah II of Ifriqiya）带领一支强大的军队来到西西里。西西里人在特拉帕尼（8月22日）以及巴勒莫外围（9月8日）被击败，巴勒莫城市本身又抵挡了10天。阿卜杜拉二世此后开始进攻岛上剩余的拜占庭要塞，并在901年6月10日攻占位于意大利本土的雷焦卡拉布里亚。
由于易卜拉欣二世在突尼斯被迫退位，他决定亲自领导拜占庭军队在意大利南部的行动，拜占庭在西西里的最后一个主要据点陶尔米纳于902年8月1日被攻陷，墨西拿及其他城市打开了城门，以避免遭受类似的屠杀。易卜拉欣二世的军队此后还进军卡拉布里亚南部，围攻了科森扎，但易卜拉欣二世于10月24日在此死于痢疾。他的孙子停止了军事行动并返回了西西里。

### 阿格拉布王朝统治下的西西里（827年-909年）
到了902年，除了崎岖的内陆中一些小要塞之外，西西里几乎完全在阿格拉布王朝的统治之下，来自伊比利亚半岛、北非和中东的穆斯林移民使得当地的人口开始增加。巴勒莫当地的统治者以及其他官员一起被选举为主要城市以及一些次要城市的总督（分别称为卡迪和哈基姆），每个城市都有一个名为gema的议会，由当地社会最杰出的成员组成，被委托负责管理公共工程和社会秩序，被征服的西西里人以齐米（被保护民）的身份生活，或者改信伊斯兰教。
阿拉伯人发起了土地改革以提高生产力，鼓励小农场的发展，略微削弱了占主导地位的地主。阿拉伯人还进一步改进了灌溉系统。在10世纪，拥有30万居民的巴勒莫是意大利人口最多的城市。10世纪穆斯林编年史家及商人伊本·霍卡（Ibn Hawqal）在950年来到西西里，并对城市做了描述。一个被墙围住的、被称为卡尔萨郊区要塞是巴勒莫的中心，还有大聚礼日清真寺在后来的罗马大教堂所在地被建立。卡尔萨包括苏丹的王宫、浴场、清真寺、政府机关以及一座私人监狱。伊本·霍卡记载当地有7,000个屠夫在150家店铺里进行交易。

### 法蒂玛王朝统治下的西西里（909年-965年）
909年，北非的阿格拉布王朝被什叶派的法蒂玛王朝推翻。3年后，当西西里在阿格拉布王朝时期的的黎波里总督艾哈迈德·伊本·齐亚达特·阿拉·伊本·古尔布（Ahmad ibn Ziyadat Allah ibn Qurhub）的统治下宣布独立后，法蒂玛王朝的总督被驱逐出了巴勒莫。他对由基督徒重建的陶尔米纳的失败围攻，使得自己的影响力被削弱。到了917年，由于一个心怀不满的西西里派系提出请求，一支法蒂玛舰队将巴勒莫围困。经历6个月的围困后，伊本·古尔布及其儿子被抓捕并被处决。
在接下来的20年里，该岛由一位法蒂玛的埃米尔统治。937年，阿格里真托的柏柏尔人再次发动叛乱,但在两次大获全胜后，他们在巴勒莫的门前被彻底击败。新任法蒂玛哈里发加伊姆派遣了一支军队前去两次围攻阿格里真托，直至其于940年11月20日沦陷。起义于941年被彻底镇压许多囚犯被作为奴隶贩卖，哈利勒（Khalil）总督自夸在他的讨伐中杀死了60万人。

### 独立的西西里酋长国（965年-1091年）

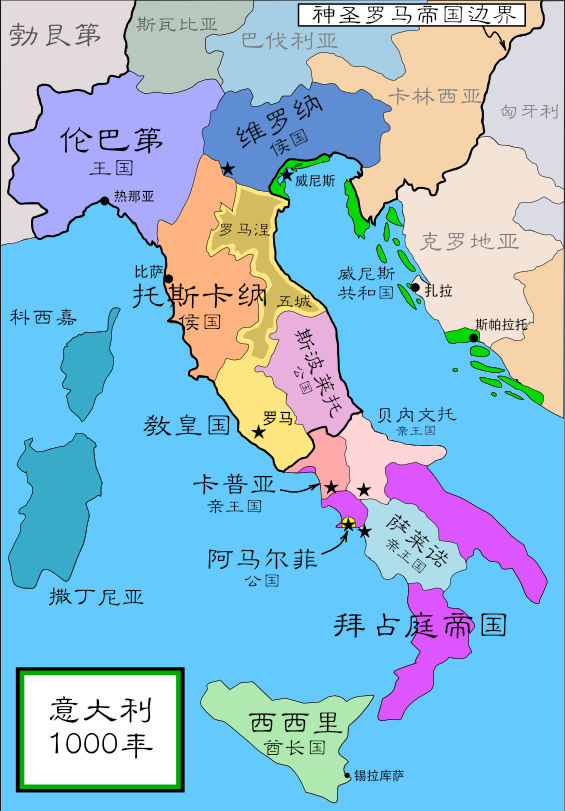
公元1000年前后的意大利半岛，展示了倒台前由卡尔比兹王朝统治的西西里岛

在948年镇压了又一次起义之后，法蒂玛王朝哈里发曼苏尔·纳西尔·阿拉（Al-Mansur bi-Nasr Allah）任命哈桑·伊本·阿里·卡尔比（Al-Hasan ibn Ali al-Kalbi）为西西里埃米尔，由于他的职位很快成为世袭制，他的统治地区事实上从北非的王室中独立了出来。950年，哈桑在南意大利与拜占庭发生了交战，战场一直延伸到杰拉切和卡萨诺阿洛约尼奥。952年的穆斯林的第二次卡拉布里亚远征中击败了拜占庭军队，再次围困了杰拉切，但最终拜占庭皇帝君士坦丁七世以接受卡拉布里亚的城市向西西里朝贡为条件避免了城市沦陷。
956年，拜占庭重新夺回了雷焦卡拉布里亚并入侵了西西里，并于960年与其签订了停战协议。两年后，一场发生在陶尔米纳的叛乱被血腥镇压，但在随后发生的罗梅塔之围中，基督徒的顽强抵抗使得拜占庭的新皇帝尼基弗鲁斯二世于964年10月派遣一队由他的侄子曼努埃尔·福卡斯（Manuel Phokas）带领的，由亚美尼亚人、色雷斯人以及斯拉夫人组成的40,000人大军前往支援。10月25日，在一场激烈的大战之后，拜占庭被卡尔比兹王朝击败，指挥官曼努埃尔与其10,000名士兵在交战中被歼灭。
西西里的继任埃米尔阿布·卡西姆·阿里·伊本·哈桑·卡尔比（Abu'l-Qasim Ali ibn al-Hasan al-Kalbi，970年-982年在位）在970年代对卡拉布里亚发起了数次征伐，同时由他兄弟领导的舰队袭击了普利亚在亚得里亚海一侧的海岸，占领了一些据点。当拜占庭军力着眼于在叙利亚与法蒂玛王朝交战，同时部分领土被保加利亚第一帝国攻占时，神圣罗马皇帝奥托二世决定介入。然而这一日耳曼-伦巴第联军在982年的斯蒂洛战役中被穆斯林击败，但由于阿布·卡西姆在战役中阵亡，他的儿子朱拜尔·卡尔比（Jabir al-Kalbi）出于谨慎考虑撤退回了西西里，并未利用此胜利继续进攻意大利本土。1006年，一队新的穆斯林舰队在雷焦卡拉布里亚被比萨人击败。
西西里酋长国在埃米尔贾法尔·卡尔比（Ja'far al-Kalbi，983年-985年在位）和优素福·卡尔比（Yusuf al-Kalbi，990-998年在位）的领导下达到了其文化发展的最高峰，两位埃米尔都对岛内的艺术活动进行了赞助。优素福·卡尔比的儿子贾法尔二世（Ja'far）是一位残忍而暴力的统治者，在岛上的柏柏尔人发动了一次反对他的叛变后，他将这些柏柏尔人驱逐出了西西里；1019年，又一场叛乱在巴勒莫爆发，成功将贾法尔二世流放到非洲，并由其兄弟阿克哈尔（al-Akhal，1019年-1037年在位）继位。
在法蒂玛王朝的协助下，阿克哈尔在1026年和1031年两次击退了拜占庭的远征。阿克哈尔试图通过征收重税来支付雇佣兵的费用，这导致了一场内战的爆发，阿克哈尔寻求拜占庭的协助，而他的兄弟，叛乱的领导者阿布哈夫斯（abu-Hafs）从齐里德王朝埃米尔木伊兹·伊本·巴迪斯（Al-Mu'izz ibn Badis）获得了军队援助，并交由他的儿子阿卜杜拉（Abdallah）指挥。
被穆斯林征服的当地居民中有分布在西西里西部的罗马天主教徒，以及西西里东部、一部分讲希腊语的东正教徒（教会此前联合，但从1054年东西教会大分裂开始直到1204年君士坦丁堡被十字军围攻，教会最终完全决裂），但其中也有相当一部分的犹太人。这些被穆斯林统治的居民作为齐米（被保护的异教徒居民）拥有部分的宗教信仰自由，但受到一些法律限制。齐米居民需要交纳吉兹亚（异教徒人头税）以及哈拉吉（伊斯兰农用土地税），不过可以免交穆斯林必须缴纳的税款天课。在穆斯林统治下有不同类别的吉兹亚支付者，但其共同特点是支付吉兹亚作为其服从穆斯林统治，以获得免于外敌和内部侵害的保护。被统治的异教居民也可以简单地皈依伊斯兰教来免于这种卑躬屈膝的地位。不管是出于虔诚的宗教信仰还是社会形势的强迫，大量的西西里本土居民皈依了伊斯兰教，但即便穆斯林在岛上统治了100年之后，很多位于西西里东北部，作为齐米生活的，说希腊语的基督教社区繁了荣起来。这在很大程度上是由于吉兹亚税制体系的存在容许异教徒以顺从的姿态共存。在西西里被诺曼人重新征服，尤其是1189年西西里国王古列尔莫二世去世之后，这种与被征服人口的共存的模式开始瓦解。

### 衰退（1037年-1061年）和诺曼人征服西西里（1061年-1091年）

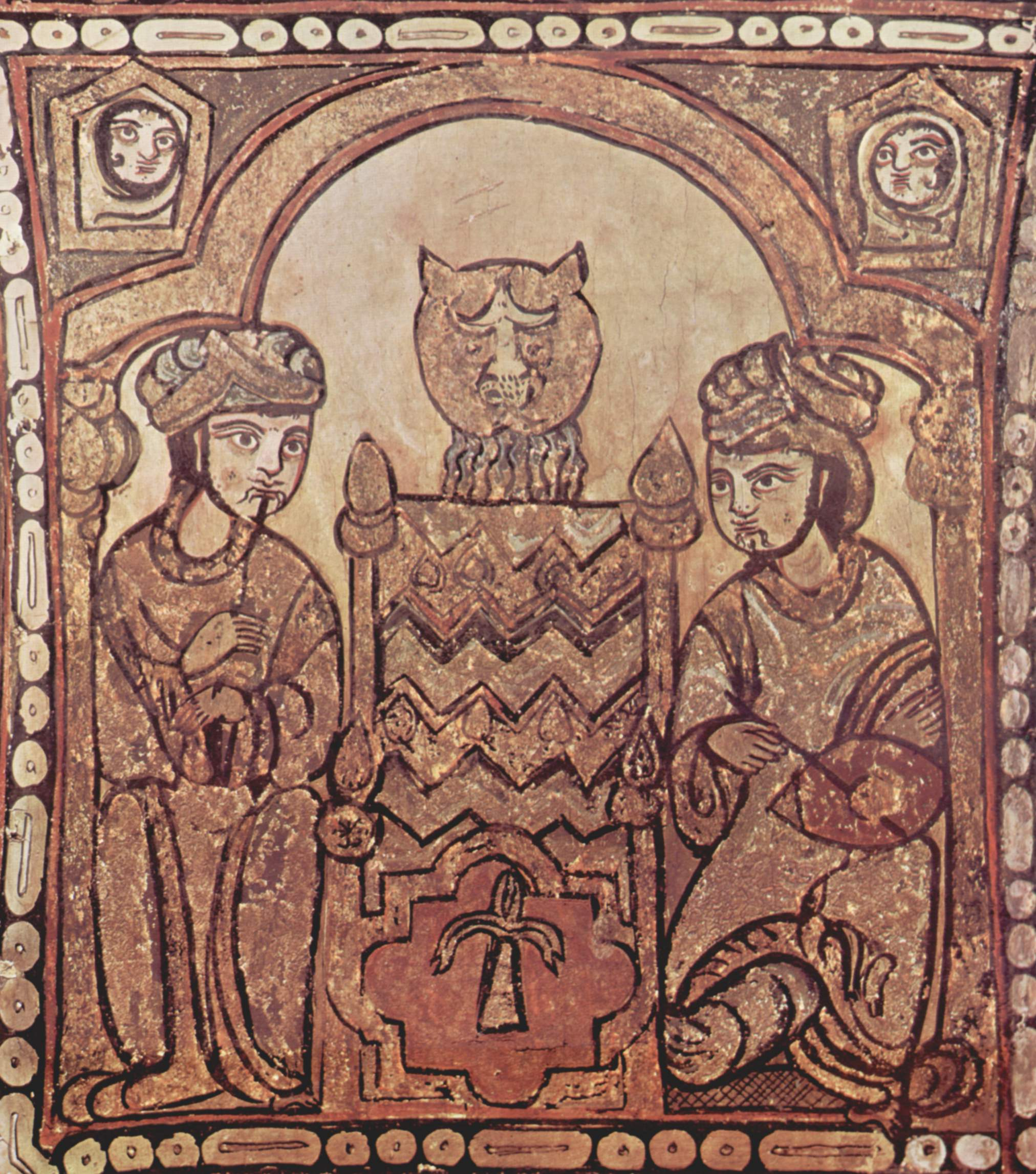
为诺曼国王所作的阿拉伯画作（绘于约1150年），藏于巴勒莫的诺曼王宫

1038年，一队由意大利督军区的将领乔治·马尼亚克带领的拜占庭军队穿过墨西拿海峡，其中包括了在墨西拿第一次与穆斯林对战中挽救了局势的诺曼人。在1040年，获得了又一场决定性胜利的马尼亚克决定停止前进并围攻了叙拉古，尽管他成功征服了这座城市，但马尼亚克依旧被革职，此后穆斯林发动的反攻重新收复了所有被拜占庭攻占的城市。
诺曼人首领，坦克雷德的儿子罗伯特·吉斯卡尔于1060年入侵了西西里，此后岛屿被三位阿拉伯埃米尔瓜分，西西里居民开始反抗穆斯林的统治。一年后，墨西拿沦陷，1072年，诺曼人征服了巴勒莫。这些拥有优良港口的城市的失守对岛上的穆斯林统治造成了沉重的打击。最终，1091年，处在西西里最南端的诺托以及阿拉伯人最后的据点马耳他岛被攻占，使得诺曼人完成了对整个西西里的征服。在整个11世纪，地中海地区的穆斯林势力开始不断地衰退。
神圣罗马帝国皇帝腓特烈二世采取了很多压制性的措施，以此来取悦那些害怕伊斯兰势力靠近教宗国的教皇们。这最终导致了西西里穆斯林的起义，而起义反而引发了有组织的抵抗和系统性的报复，标志着伊斯兰教对西西里岛的影响进入了尾声。在霍亨斯陶芬王朝的亨利六世及其子腓特烈二世统治西西里时期，岛上穆斯林的存在一直是个问题，最终以大部分穆斯林皈依天主教，或者在起义中被消耗掉的方式逐渐解决。对西西里剩余穆斯林的消灭在1240年代完成，其中的最后一批被驱逐至意大利本土的卢切拉。

### 对最后一批穆斯林的驱逐（1300年）
一些被驱逐的穆斯林被遣送至卢切拉（阿拉伯语称Lugêrah），他们的最终数量达到了15,000至20,000，使得卢切拉被称作萨拉森人的卢切拉（拉丁文：Lucaera Saracenorum），因其代表了伊斯兰教徒在意大利的最后据点。这个穆斯林庇护所繁荣了75年，直到1300年被卡佩-安茹王朝的那不勒斯的查理二世所带领的基督教势力洗劫。城市中的穆斯林被流放或卖为奴隶，有不少穿过了亚得里亚海来到阿尔巴尼亚。穆斯林被驱逐出卢切拉后，查理二世以基督徒移民，其中大多数是勃艮第和普罗旺斯的士兵及农民，来追随1273年首批来自普罗旺斯的140个家庭在此地的定居。这些普罗旺斯殖民者后裔的残存者在当地的法埃托和切莱迪圣维托的乡村生活至今，并依旧使用者法兰克-普罗旺斯语。

## 入侵意大利半岛

### 巴里酋长国（847年-871年）

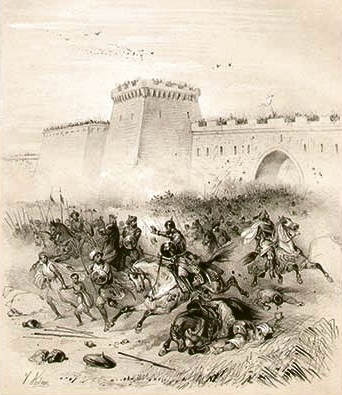
871年路易二世率领的日耳曼和法兰克-伦巴第联合部队攻占巴里

位于南意大利普利亚的亚得里亚海港口城市巴里，在847年被穆斯林军队攻陷，并在接下来的25年里被穆斯林统治。这座城市成为了一个独立的小型伊斯兰国家的首都，其有着自己的埃米尔和清真寺。巴里的第一任统治者是一位柏柏尔人领袖哈尔芬（Khalfun），其可能来自西西里岛。哈尔芬于852年去世后，由穆法拉格·伊本·萨拉姆（Mufarraq ibn Sallam）继任埃米尔，其强化了穆斯林对当地的统治并扩张了其边界。穆法拉格还要求得到阿拔斯王朝哈里发穆塔瓦基勒在埃及的总督正式承认其为瓦利（统治阿拔斯王朝一个省的省长）。第三任，也是最后一任埃米尔是索尔丹（Sawdan），他在857年将穆法拉格谋杀后夺权。索尔丹入侵了贝内文托公国的领土，迫使贝内文托亲王阿德尔奇斯（Adelchis of Benevento）向其朝贡。864年，他获得了穆法拉格希望得到的，阿拔斯王朝的正式承认。城市里点缀着着清真寺、宫殿和公共建筑。
Barbara Kreutz
870年，意大利国王路易二世做出了回应，率领军队深入普利亚和卡拉布里亚，但绕过了如巴里和塔兰托这样的人口中心。少数城镇摆脱了穆斯林的控制，期间遇到的各种穆斯林势力都被击败。被这些胜利所鼓舞的路易二世带领由日耳曼人、法兰克人和伦巴第人组成，并有来自克罗地亚（斯卡拉维尼部族）的舰队支持的地面部队，对巴里发起了进攻。871年2月，巴里被攻陷，索尔丹被俘虏，在用锁链束缚后送至贝内文托。1002年，穆斯林军队最后一次尝试围攻巴里，但被一支威尼斯舰队击退。

### 拉齐奥和坎帕尼亚
整个9世纪，阿拉伯的舰船统治了第勒尼安海，他们的海盗在意大利海岸徘徊，袭击阿马尔菲、加埃塔、那不勒斯和萨莱诺。在这段时期中，由于城市自己负责防御，加埃塔公国和阿马尔菲公国脱离了那不勒斯公国获得独立。而基督徒聚集的坎帕尼亚并未准备好联合起来对抗新出现的萨拉森人的威胁。阿马尔菲与加埃塔经常与萨拉森人合作，那不勒斯也并没有好到哪里去，这使得教皇非常苦恼。事实上，在836年，当那不勒斯公爵安德鲁二世（Andrew II of Naples）为了与贝内文托的西卡德（Sicard of Benevento）作战而雇佣了萨拉森人时，是那不勒斯先将萨拉森人的军队带到了意大利本土南部，而西卡德立即招募了自己的萨拉森雇佣兵作为回应，而这种作战方法很快成为了传统。
846年，那不勒斯公国与加埃塔、阿马尔菲和索伦托等海上强国结盟，在利科萨击败了萨拉森人舰队。在这场战斗之前，此联盟已经重夺了早先落入萨拉森人手中的蓬扎岛。3年后，这个海上共和联盟又获得了教宗国的支持，在罗马附近刚获得防御加强的奥斯提亚击败了另一支萨拉森人舰队，在战役中幸存的萨拉森人被关押并成为奴隶，强迫他们建造围绕梵蒂冈山的利奥城墙，使得罗马再也不会受到阿拉伯军队的威胁。
880或881年，鼓励对穆斯林海盗和劫掠者采取强有力政策的教皇若望八世撤销了将位于拉齐奥的明图尔诺授予加埃塔公爵多西比利斯一世（Docibilis I of Gaeta）的决定，而将其给予卡普阿的潘德诺夫（Pandenulf of Capua），英国历史学家帕特里夏·斯金纳（Patricia Skinner）写道：

（潘德诺夫）开始进攻加埃塔的领地，而为了报复教皇，多西比利斯一世从萨莱诺附近、丰迪一带的阿格罗波利释放了一群阿拉伯人。教皇倍感耻辱，并将明图尔诺重新给予了多西比利斯一世，他们的协议似乎引发了萨拉森人对加埃塔本身的袭击，在这场袭击中，很多加埃塔人被杀或被俘虏。最终这一地区恢复了和平，而萨拉森人在加里利亚诺河河口建立了永久的定居点。

898年，拉齐奥北部的法尔法修道院遭到萨拉森人洗劫，随后被付之一炬，修道院院长法尔法的彼得（Peter of Farfa）设法组织了教团的逃离，并抢救了图书馆和档案。905年，修道院再次被萨拉森人袭击并摧毁。其余在意大利中部和南部的历史上存在过萨拉森人的地区包括萨拉奇内斯科、奇奇利亚诺以及下诺切拉。
位于加里利亚诺河口明图尔诺的萨拉森人聚集地常年让教皇倍感不安，并发动了许多远征任务试图将其驱离。915年，教皇若望十世（John X）组织了由南部势力组成，包括加埃塔、那不勒斯、伦巴第人和拜占庭势力的庞大联盟，而阿马尔菲人并未参与。随后发生的加里利亚诺战役非常成功，所有的萨拉森人都被俘虏或被歼灭，永久结束了阿拉伯人在拉齐奥和坎帕尼亚的存在。999年，萨拉森人发动了最后一次对萨莱诺的进攻，被萨莱诺亲王瓜伊玛三世（Guaimar III of Salerno）领导的伦巴第人联盟以及一队从耶路撒冷归来的诺曼朝圣者成功阻止。

### 奥斯曼帝国入侵奥特朗托
1480年，一队奥斯曼土耳其舰队进攻了奥特朗托，在城市附近登陆并占领了该城及其堡垒，教皇西斯笃四世召集了十字军，那不勒斯国王斐迪南一世组建了一支庞大的军队，其中包括匈牙利国王马加什一世的部队，尽管其当时与意大利时有冲突。1481年，那不勒斯人与土耳其人进行了交战并彻底歼灭他们，重新夺回了奥特朗托。
1537年，著名的巴巴里海盗及土耳其海军将领巴巴罗萨·海雷丁再次试图征服奥特朗托和卡斯特罗，但是土耳其人最终还是被驱离了。
土耳其势力对意大利本土的西部及南部海岸的侵扰持续至17世纪，1548年，位于那不勒斯湾的波佐利和斯塔比亚海堡遭到袭击；1544年，土耳其入侵了伊斯基亚岛；1594年，土耳其袭击了雷焦卡拉布里亚，摧毁了当地的大教堂；维耶斯泰、瓦斯托和曼弗雷多尼亚分别在1554年、1560年和1620年遭到突袭和洗劫。

## 入侵撒丁岛
从705-706年开始，萨拉森人会从刚攻占的北非沿海城镇侵扰撒丁岛。接下来的几个世纪中对撒丁岛的政治局势细节鲜有记载。由于萨拉森人在9世纪的进攻，成为聚集地1800年的塔罗斯被抛弃，居民们迁移到了奥里斯塔诺，卡利亚里、托雷斯港以及数座沿海城镇遭受了同样的命运。805年，西西里岛贵族君士坦丁（Constantine）与阿格拉布王朝首任埃米尔易卜拉欣·伊本·阿格拉卜签订了10年的停火协议，但这并不能阻止806年至821年期间，来自非洲其他地区及西班牙的阿拉伯舰队对撒丁岛和科西嘉岛的进攻。
1015及1016年，安达卢斯东部德尼亚泰法埃米尔穆贾希德·阿米里（Mujāhid al-ʿĀmirī）进攻了撒丁岛，并试图建立对它的政治控制。根据记载了巴利阿里群岛远征的，以中世纪拉丁语写作的史诗杰出的比萨人的事迹的马略卡岛之书中的描述，穆贾希德试图对撒丁岛沿海平原进行军事控制，撒丁岛统治者、卡利亚里王国国王萨路西乌斯（Salusius）实际上在战斗中阵亡，使得撒丁岛有组织的抵抗运动瓦解。然而在那些年中，由意大利海上共和国比萨和热那亚组织的联合远征设法击退入侵者，使得撒丁岛依旧是基督教世界的组成部分。这些比萨-热那亚对撒丁岛的联合远征受教皇资助，使得他们成为了8年后开始的十字军东征的先驱。1022年，萨拉森人发动了新一轮进攻企图，但由比萨、热那亚和撒丁王国组成的联盟能够有效地阻挡其进攻。尽管阿拉伯人的进攻没能征服这个岛屿，但他们还是大大削弱了撒丁岛的独立地位，导致了众多意大利势力试图通过政治影响对该岛上的独立国家进行控制，只有阿波利亚王国免遭影响。

## 伊斯兰及阿拉伯文化影响及遗产
在基督徒重新征服之后的2个世纪中，阿拉伯的艺术和科学在西西里岛的城市仍然具有很大的影响力。13世纪早期的神圣罗马皇帝及西西里国王腓特烈二世据说能够说阿拉伯语（他同时还能说拉丁语、西西里语、德语、法语和希腊语），而且还有几个穆斯林大臣。阿拉伯语的遗产仍然可以在许多从中衍生出的术语以及西西里语中找到。另一个来自穆斯林统治时期的遗产是一些西西里地名有着阿拉伯语源头，如前缀“Calata-”或“Calta-”来自阿拉伯语“qalʿat”（قلعة，意为“城堡”）。